# Leucospermum pluridens
Leucospermum pluridens är en tvåhjärtbladig växtart som beskrevs av Rourke. Leucospermum pluridens ingår i släktet Leucospermum och familjen Proteaceae. Inga underarter finns listade i Catalogue of Life.